# Muriwai
Muriwai, także Muriwai Beach – miasto w Nowej Zelandii. Położone w północno-zachodniej części Wyspy Północnej, w regionie Auckland, 2362 mieszkańców. (dane szacunkowe – styczeń 2010).